# Andrei Wiktorowitsch Boreiko
Andrei Wiktorowitsch Boreiko (russisch Андрей Викторович Борейко; englische Translit. Andrey Boreyko; * 22. Juli 1957 in Leningrad) ist ein russischer Dirigent polnisch-russischer Abstammung.

## Leben
Boreiko studierte am Konservatorium Leningrad Dirigieren bei Jelisaweta Kudrjawzewa und Alexander Dmitrijew sowie Komposition bei Wladislaw Uspenski. Internationale Anerkennung errang er nach seiner mit Diplomen und Preisen ausgezeichneten Teilnahme an internationalen Wettbewerben wie dem Grzegorz-Fitelberg-Dirigentenwettbewerb in Katowice und dem nach Kirill Kondraschin benannten Dirigentenwettbewerb in Amsterdam.
Von 1987 bis 1992 war er Dirigent in Uljanowsk und Chefdirigent in Jekaterinburg, 1992 bis 1995 Generalmusikdirektor in Posen (Polen). 1998 wurde Boreiko Chefdirigent/Generalmusikdirektor der Jenaer Philharmonie sowie Principal Guest Conductor beim Vancouver Symphony Orchestra; er nahm die Engagements bis 2003 wahr. Von 1998 bis 2001 war er Principal Associate Conductor des Russischen Nationalorchesters.
Von der Saison 2001/2002 bis zur Saison 2005/2006 war er Musikdirektor des Winnipeg Symphony Orchestra und zusätzlich von 2004 bis 2009 Chefdirigent der Hamburger Symphoniker sowie erster Gastdirigent des Radio-Sinfonieorchesters Stuttgart des SWR.
Von der Saison 2005/2006 bis zur Saison 2009/2010 war er Chefdirigent des Berner Symphonie-Orchesters.
Von 2009 bis 2014 war er Generalmusikdirektor der Düsseldorfer Symphoniker. 
Von 2012 bis September 2017 war er Chefdirigent des Orchestre national de Belgique, von 2014 bis 2022 musikalischer Direktor des Orchesters Naples Philharmonic in Florida. Von 2019 bis 2024 war er Chefdirigent des Sinfonieorchesters der Nationalphilharmonie Warschau (Warsaw Philharmonic).
Andrei Boreiko ist Ehrendirigent der Jenaer Philharmonie. Er wurde mit dieser zusammen 2001 und 2003 vom Deutschen Musikverleger-Verband für das beste Konzertprogramm der Spielzeit ausgezeichnet.

## Gastdirigate
Debütkonzerte mit den Berliner Philharmonikern, den Münchner Philharmonikern, dem Chicago Symphony Orchestra, dem Gürzenich-Orchester Köln, dem Gewandhausorchester Leipzig, dem Dänischen Nationalorchester/DR, dem Sinfonieorchester des Schwedischen Rundfunks, dem Orchestra del Maggio Musicale Fiorentino, der Philharmonie Oslo, dem Sinfonieorchester von RAI Turin, dem Toronto Symphony Orchestra sowie dem Philharmonia Orchestra führten zu sofortigen Wiedereinladungen über mehrere Spielzeiten.
Andrey Boreyko dirigierte außerdem u. a. das Concertgebouw-Orchester Amsterdam, das NDR Sinfonieorchester Hamburg, das Deutsche Symphonie Orchester Berlin, das Württembergische Staatsorchester Stuttgart, die Bamberger Symphoniker, das Berliner Sinfonie Orchester, das Rundfunk-Sinfonieorchester Berlin, das hr-Sinfonieorchester, das Orchester am Nationaltheater Mannheim, die Dresdner Philharmonie, das MDR-Sinfonieorchester, das Beethoven Orchester Bonn, das Orchestre de la Suisse Romande, das Sinfonieorchester Basel, das Royal Stockholm Philharmonic, das Malmö Sinfonieorchester, das Philharmonische Orchester Bergen, das Trondheim Sinfonieorchester, das Royal Flanders Philharmonic Orchestra, das Belgian National Orchestra, das St. Petersburg Symphony Orchestra, die Tschechische Philharmonie auf einer USA Tournee mit Abschlusskonzert in der Carnegie Hall, das Prager Sinfonieorchester FOK, die Philharmonie Warschau, das Polish National Radio Orchestra, die Sinfonieorchester von Montreal, Toronto, Detroit, San Diego, Sydney, Melbourne, Brisbane, Adelaide und Tokio und die Kammerorchester Kremerata Baltica, und Amsterdam Sinfonietta.
Zu seinen CD-Aufnahmen zählt „Lamentate“ von Arvo Pärt und die Ersteinspielung der 6. Symphonie von Valentin Silvestrov, eingespielt mit dem Radio-Sinfonieorchester Stuttgart des SWR, erschienen im Herbst 2005 und September 2007 bei ECM Records München. Im Juni 2006 gab Andrey Boreyko sein Debüt mit dem Tonhalle-Orchester Zürich, das eine sofortige Wiedereinladung aussprach; im August 2006 übernahm er kurzfristig eine Europa-Tournee mit dem European Union Youth Orchestra mit Konzerten in Jūrmala/Lettland, Kopenhagen, Berlin und Amsterdam.